# Monster Magnet
I Monster Magnet sono una band stoner rock/metal statunitense formatasi nel 1989 nel New Jersey (Stati Uniti), e sono considerati tra le band più importanti ed influenti del genere. Fondato da Dave Wyndorf (voce e chitarra), John McBain (chitarra), Tom Diello (batteria), e Tim Cronin (voce e basso) il gruppo si presentò prima col nome "Dog of Mystery" e successivamente con il nome "Airport 75", prima di scegliere definitivamente Monster Magnet. Il loro brano Live For The Moment è usato dal wrestler Matt Hardy nei suoi ingressi sul ring.

## Storia del gruppo
Nel 1989, I Monster Magnet pubblicarono due demo: Forget About Life, I'm High on Dope e I'm Stoned, What Ya Gonna Do About It?. Il primo lavoro "ufficiale" del gruppo fu il singolo Monster Magnet pubblicato dalla casa discografica tedesca Glitterhouse Records. Nel 1991 la band firmò con la Caroline Records e pubblicò il primo album di culto, Spine of God.
Successivamente venne prodotto il bizzarro singolo Tab contenente 4 brani di cui uno, Tab... lungo ben 32 minuti. McBain fu espulso dal gruppo subito dopo, per conflitti personali con Dave Wyndorf. Al suo posto subentrò il chitarrista e fondatore degli Atomic Bitchwax, Ed Mundell.
Durante il 1993 venne pubblicato l'album Superjudge. Nonostante fosse stato prodotto da un'etichetta importante (la A&M Records) e fosse considerato un cult tra i fan del gruppo, l'album non riscosse un gran successo di vendite. In seguito la band produsse un album molto più pop, Dopes to Infinity da cui se ne trasse il singolo Negasonic Teenage Warhead, affiancato da un video promosso da MTV, in cui si vedeva Dave Wyndorf vagare nello spazio. Ma gli altri pezzi contenuti nel disco non vennero diffusi molto nelle radio in quanto considerati sorpassati dall'ormai sempre più diffuso sound di Seattle. Così gli altri brani innovativi del disco, come All Friends And Kingdom Come, Blow 'Em Off, King Of Mars, e Dead Christmas non raggiunsero mai il pubblico. Dopes to Infinity vendette più di Superjudge, ma non consegnò ai Monster Magnet il successo desiderato.
Wyndorf si trasferì a Las Vegas, Nevada per iniziare a lavorare a Powertrip (1998), che raggiunse la certificazione di Disco d'oro. Powertrip vide lo stile del gruppo allontanarsi dal solito lo-fi, stoner rock, per avvicinarsi sempre più ad uno stile con una forte presenza di chitarre unita ad una batteria più pesante.
Nel 1998 al gruppo si aggiunse il chitarrista Phil Caivano. Space Lord, il primo singolo, ottenne un grande successo in radio e la band iniziò un tour accanto a nomi quali Aerosmith, Metallica e Marilyn Manson. Il loro ultimo album edito dalla A&M Records fu God Says No (2000). Dopo questo lavoro, Joe Calandra e Jon Kleiman abbandonarono il gruppo per incomprensioni con Wyndorf, e furono sostituiti rispettivamente da Jim Baglino e Bob Pantella. Nel 2003, i Monster Magnet firmarono un contratto con l'etichetta tedesca SPV, e agli inizi del 2004 pubblicarono Monolithic Baby! in tutta Europa. La versione per gli Stati Uniti venne pubblicata nel mese di maggio con la SPV America. Nel marzo 2005 Phil Caivano lasciò il gruppo dopo 7 anni a causa di uno screzio giudicato amichevole da Wyndorf. Un seguito per Monolithic Baby! era atteso per il mese di marzo 2006 che avrebbe coinciso con il tour in Europa, e con le ristampe di Spine of God e Tab, entrambi con delle aggiunte, anche se né il tour né l'album videro la luce.
Il 27 febbraio 2006 Dave Wyndorf ebbe un'overdose. Venne rilasciata la seguente dichiarazione:
«La lotta con i propri demoni interiori è la lotta più personale che ognuno possa intraprendere. La battaglia è un viaggio solitario e confuso. Nella serata del 27 febbraio, Dave Wyndorf è stato ostacolato nella sua lotta personale ed è stato ricoverato a causa di un'overdose. Ci aspettiamo la sua completa guarigione. Chiediamo a tutti coloro che l'abbiano incontrato in questi anni o che siano stati semplicemente colpiti dalla sua musica di prendersi un momento per fare un pensiero buono su e per lui. Con la grazia di Dio e di chi lo ama crediamo tutti che Dave possa affrontare questo problema e che possa continuare a fare del gran Rock and Roll.»
Finalmente nel 2007 hanno dato alle stampe l'atteso nuovo album 4 Way Diablo. A inizio 2010 il gruppo ha iniziato le registrazioni del nuovo album che dovrebbe uscire a giugno, per la nuova etichetta Napalm Record.
Nel novembre 2010 il chitarrista Ed Mundell lascia la band per problemi personali.

### Influenze
Lo stile e la musica dei Monster Magnet è fortemente influenzata dallo space rock degli anni settanta di gruppi quali Hawkwind e Captain Beyond. Oltre a riarrangiare cover come Brainstorm degli Hawkwind (Doremi Fasol Latido, 1972), Wyndorf a volte incorpora nelle sue canzoni elementi dello space rock. Per esempio, il brano Dopes to Infinity dell'omonimo disco, prende in prestito alcune parti del testo da "Lord of Light" (ibid.), e il brano Twin Earth di Superjudge è una reinterpretazione di Mesmerization Eclipse (Captain Beyond, 1972). Wyndorf è inoltre un fan dei fumetti degli anni sessanta, particolarmente di Jack Kirby. Cita Kirby nel brano Melt di God Says No.  Cita inoltre MODOK (in Baby Götterdämerung dall'album Powertrip) e Ego the Living Planet (in Ego, The Living Planet da Dopes to Infinity), entrambe creazioni della Marvel Comics.
Nei live dei Monster Magnet sono a volte presenti ballerini nudi ispirati a Stacia Blake, fatto che a volte gli ha causato problemi legali in alcune città degli Stati Uniti.

### World Wrestling Entertainment
I Monster Magnet hanno collaborato con la World Wrestling Entertainment. La loro Live For The Moment, è la canzone ufficiale di Matt Hardy e Powertrip dall'album Powertrip è la canzone ufficiale dei No Way Out 2007.

## Formazione

### Formazione attuale
- Dave Wyndorf - voce e chitarra addizionale
- Phil Caivano - chitarra
- Garret Sweeny - chitarra
- Jim Baglino - basso
- Bob Pantella - batteria

### Membri precedenti
- John McBain – chitarra (1989-1992)
- Tim Cronin[2] – voce (1989–1990)
- Tom Diello – batteria (1989–1991)
- Ed Mundell – chitarra (1992–2010)
- Joe Calandra – chitarra (1990–2001)
- Jon Kleiman – batteria (1991–2001)
- Jim Baglino – basso (2001–2013)
- Michael Wildwood – batteria (2001-2004)
- Chris Kosnik - basso (2013-2020)

## Discografia

### Album in studio
- 1991 - Spine of God
- 1993 - Superjudge
- 1995 - Dopes to Infinity
- 1998 - Powertrip
- 2000 - God Says No
- 2004 - Monolithic Baby!
- 2007 - 4 Way Diablo
- 2010 - Mastermind
- 2013 - Last Patrol
- 2014 - Milking the Stars: A Re-Imagining of Last Patrol
- 2018 - Mindfucker
- 2021 - A Better Dystopia

### EP
- 1990 - Monster Magnet
- 1992 - 25...Tab

### Compilation
- 2003 - Greatest Hits